# Universidade da Letônia

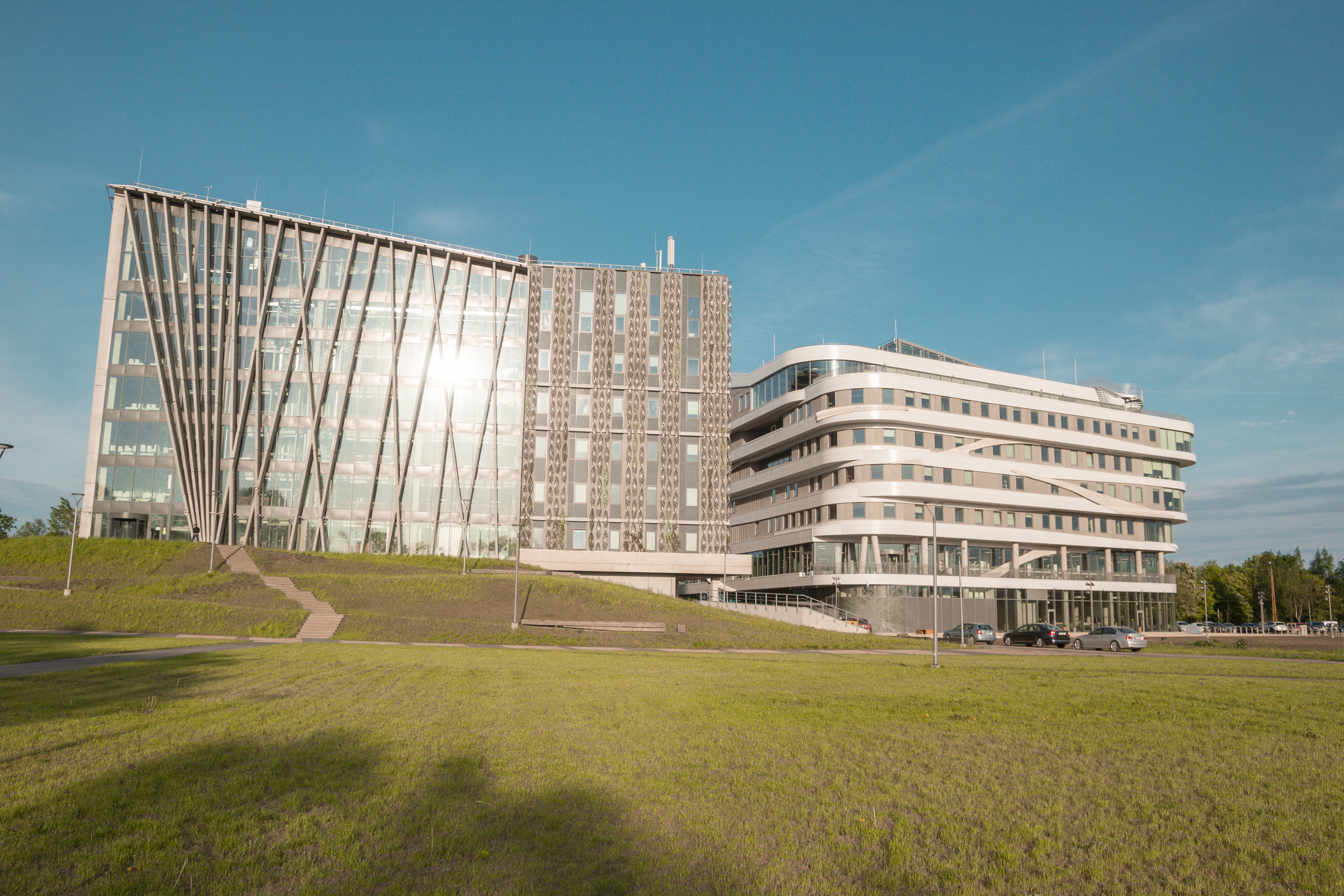
Campus (2019).

Universidade da Letônia (LU) (em letão:  Latvijas Universitāte) é uma universidade localizada em Riga, Letônia.

## Organização
Ela consiste em 14 faculdades:
1. Faculdade de Biologia;
2. Faculdade de Química;
3. Faculdade de Física e Matemáticas;
4. Faculdade de Economia e Administração;
5. Faculdade de Educação e Psicologia;
6. Faculdade de Geografia e Ciências da Terra;
7. Faculdade de História e Filosofia;
8. Faculdade de Direito;
9. Faculdade de Medicina;
10. Faculdade de Línguas modernas;
11. Faculdade de Filologia e Ciências da Arte;
12. Faculdade de Ciências Sociais;
13. Faculdade de Teologia;
14. Faculdade de Computação.